# Trichipteris alberti
Trichipteris alberti là một loài dương xỉ trong họ Cyatheaceae. Loài này được Hort. mô tả khoa học đầu tiên năm 1905.
Danh pháp khoa học của loài này chưa được làm sáng tỏ. 